# Русаков, Василий Евгеньевич
Васи́лий Евге́ньевич Русако́в (19 января 1958 — 4 августа 2010) — российский поэт.

## Биография и творчество
Родился 19 января 1958 года в городе Сланцы Ленинградской области. В 1991 году окончил географический факультет ЛГУ (кафедра картографии). Работал в области инженерной геодезии и топографии.
Писал стихи с детства. Входил в литературное объединение Александра Кушнера.
Начал публиковаться с 1995 года. Публикации в журналах «Новый Мир», «Звезда». Автор пяти поэтических книг. Член Союза писателей Санкт-Петербурга.
Жил в Санкт-Петербурге. Скончался 4 августа 2010 года.